# Charles Coleman
Pour les articles homonymes, voir Coleman.
Ne pas confondre avec le réalisateur américain Charles C. Coleman (1900-1972).
Charles (Pearce) Coleman est un acteur australien, né le 22 décembre 1885 à Sydney (Nouvelle-Galles du Sud), mort le 8 mars 1951 à Los Angeles — quartier de Woodland Hills (Californie).

## Biographie

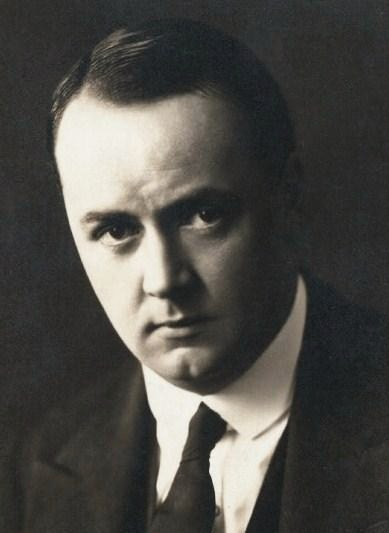
Dans les années 1910

Après des débuts au théâtre dans son pays natal, Charles Coleman s'installe définitivement aux États-Unis et joue notamment à Broadway dès 1914. Parmi les cinq pièces qu'il interprète sur les planches new-yorkaises (la dernière en 1933), citons Les Joyeuses Commères de Windsor de William Shakespeare (1916, avec Henrietta Crosman et Sydney Greenstreet).
Il se produit aussi dans la comédie musicale Nina Rosa (musique de Sigmund Romberg, 1930-1931), la revue Face the Music (en) (musique d'Irving Berlin, 1932, avec Mary Boland et Oscar Polk) et enfin, pour sa dernière prestation à Broadway, dans l'opéra Porgy and Bess de George Gershwin (1943, avec Todd Duncan).
Au cinéma, il tient des seconds rôles (ou des petits rôles non crédités) — majoritairement de domestique —, dans deux-cent-trente films américains, les deux premiers sortis en 1915. Mentionnons Big Dan de William A. Wellman (1923, avec Buck Jones et Marian Nixon), La Joyeuse Divorcée de Mark Sandrich (1934, avec Fred Astaire et Ginger Rogers), La Coqueluche de Paris d'Henry Koster (1938, avec Danielle Darrieux et Douglas Fairbanks Jr.), ou encore La Fièvre de l'or noir de Lewis Seiler (1942, avec Marlène Dietrich, Randolph Scott et John Wayne).
Son dernier film est Une veine de... d'Irving Cummings (avec Jane Russell, Groucho Marx et Frank Sinatra), sorti le 25 décembre 1951, plus de neuf mois après sa mort.

## Théâtre à Broadway (intégrale)
- 1914-1915 : Secret Strings de Kate Jordan
- 1915 : The Adventures of Lady Ursula d'Anthony Hope
- 1916 : Les Joyeuses Commères de Windsor (The Merry Wives of Windsor) de William Shakespeare
- 1917 : Colonel Newcome, adaptation par Michael Morton du roman Les Newcomes (The Newcomes) de William Makepeace Thackeray
- 1930-1931 : Nina Rosa, comédie musicale, musique de Sigmund Romberg, lyrics d'Irving Caesar et Otto Harbach, livret d'Otto Harbach, costumes d'Orry-Kelly : un membre de la troupe
- 1932 : Face the Music, revue, musique et lyrics d'Irving Berlin, livret de Moss Hart, mise en scène de George S. Kaufman : un employé du tribunal
- 1933 : Amourette de Clare Kummer : Alan Wylie
- 1943 : Porgy and Bess, opéra, musique de George Gershwin, livret d'Ira Gershwin et DuBose Heyward : un membre de la troupe

## Filmographie partielle
- 1915 : When We Were Twenty-One d'Edwin S. Porter et Hugh Ford : « The Trinity »
- 1919 : Le Danseur inconnu (The Love Cheat) de George Archainbaud : William West
- 1920 : The Place of the Honeymoons de Kenean Buel : Jimmie Harrigan
- 1923 : Big Dan de William A. Wellman : « Doc » Snyder
- 1923 : Second Hand Love de William A. Wellman : Dugg
- 1924 : The Vagabond Trail de William A. Wellman : Aces
- 1926 : Sandy d'Harry Beaumont : Bob McNeil
- 1928 : C'est mon papa ! (That's My Daddy') de Fred C. Newmeyer et Reginald Denny : le valet de Norton
- 1928 : L'Honnête Monsieur Freddy (Good Morning Judge) de William A. Seiter : le majordome
- 1930 : Once a Gentleman (en) de James Cruze : Wuggins
- 1931 : Manhattan Parade de Lloyd Bacon : Laffingwell
- 1931 : High Stakes de Lowell Sherman : Murray
- 1932 : Merrily We Go to Hell de Dorothy Arzner : Richard Damery
- 1932 : Gare centrale (Union Depot) d'Alfred E. Green : rôle non  crédité
- 1932 : Valet d'argent (Silver Dollar) d'Alfred E. Green : le valet de Yates
- 1932 : The Heart of New York de Mervyn LeRoy : le valet de Mendel
- 1933 : Liliane (Baby Face) d'Alfred E. Green : Hodges
- 1934 : La Joyeuse Divorcée (The Gay Divorcee) de Mark Sandrich : le valet de Guy
- 1934 : Born to Be Bad de Lowell Sherman : le valet des Trevor
- 1934 : Femme d'intérieur (Housewife) d'Alfred E. Green : Bolton
- 1934 : La Belle du Missouri ou J'épouserai un millionnaire (The Girl from Missouri) de Jack Conway : le maître d'hôtel au banquet
- 1935 : La Veuve de Monte-Carlo (The Widow from Monte Carlo) d'Arthur Greville Collins : le valet de Torrent
- 1935 : Code secret (Rendezvous) de William K. Howard
- 1935 : Becky Sharp de Rouben Mamoulian : Bowles
- 1935 : The Perfect Gentleman de Tim Whelan
- 1935 : Le Secret magnifique (Magnificent Obsession) de John M. Stahl : Simpson
- 1936 : Don't Get Personal de William Nigh
- 1936 : Le Grand Ziegfeld (The Great Ziegfeld) de Robert Z. Leonard : l'appeleur de fiacre
- 1936 : Pauvre Petite Fille riche (Poor Little Rich Girl) d'Irving Cummings : Stebbins
- 1936 : Le Pacte (Lloyd's of London) d'Henry King : un serveur
- 1936 : The Border Patrolman de David Howard : Collins
- 1936 : Trois Jeunes Filles à la page (Three Smart Girls) d'Henry Koster : Stevens
- 1936 : L'amiral mène la danse (Born to Dance) de Roy Del Ruth : un serveur du club Continental
- 1937 : L'Amour en première page (Love Is News) de Tay Garnett : Bevins
- 1937 : Le Prince et le Pauvre (The Prince and the Pauper) de William Keighley : un veilleur
- 1937 : L'Entreprenant Monsieur Petrov (Shall We Dance) de Mark Sandrich : un policier à Central Park
- 1937 : Capitaines courageux (Captains Courageous) de Victor Fleming : Burns
- 1937 : Le Règne de la joie ou Mélodie de Broadway (Broadway Melody of 1938) de Roy Del Ruth : Louis
- 1937 : Deanna et ses boys (One Hundred Men and a Girl) d'Henry Koster : un invité à la fête de Mme Frost
- 1937 : Charmante Famille (Danger – Love at Work) d'Otto Preminger : le valet d'Henry
- 1937 : Le Dernier Gangster (The Last Gangster) d'Edward Ludwig : le valet de Krozac

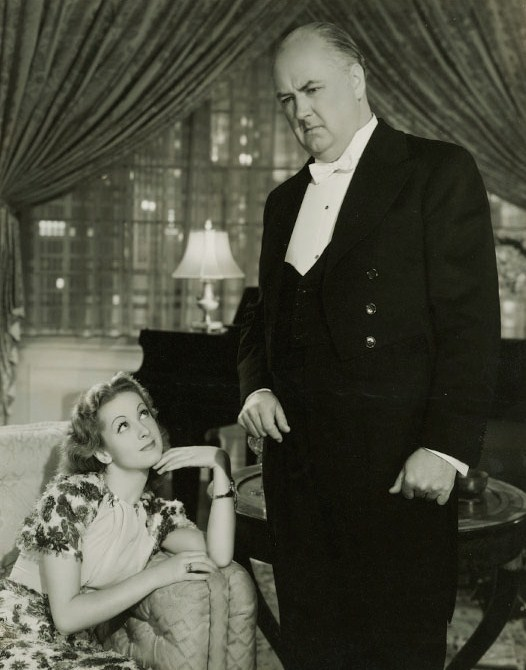
Avec Danielle Darrieux, dans La Coqueluche de Paris (1938)

- 1938 : Ah ! ces vedettes ! (The Affairs of Annabel) de Benjamin Stoloff : Perkins, le valet
- 1938 : La Folle Parade (Alexander's Ragtime Band) de Henry King : le maître d'hôtel
- 1938 : Radio City Revels de Benjamin Stoloff
- 1938 : Adieu pour toujours (Always Goodbye) de Sidney Lanfield : le maître d'hôtel
- 1938 : Amanda (Carefree) de Mark Sandrich : le portier
- 1938 : Cet âge ingrat (That Certain Age) de Edward Ludwig : Stevens
- 1938 : Madame et son cowboy (The Cowboy and the Lady) de H. C. Potter : le majordome au dîner de la fête
- 1938 : L'Ensorceleuse (The Shinning Hour) de Frank Borzage : le valet d'Henry
- 1938 : La Coqueluche de Paris (The Rage of Paris) de Henry Koster : Rigley
- 1938 : L'Île des angoisses (Gateway) de Alfred L. Werker
- 1939 : L'Irrésistible Monsieur Bob (Man About Town) de Mark Sandrich : le portier de l'hôtel
- 1939 : Mélodie de la jeunesse (They Shall Have Music) de Archie Mayo : Henry
- 1939 : Premier Amour (First Love) de Henry Koster : George
- 1939 : L'Autre (In Name Only) de John Cromwell : Archie Duross
- 1940 : André Hardy va dans le monde (Andy Hardy Meets Debutante) de George B. Seitz : le maître d'hôtel
- 1940 : Le Cavalier du désert (The Westerner) de William Wyler : le manager de Lily Langtry
- 1940 : L'Étrange Aventure (Brother Orchid) de Lloyd Bacon : le vendeur anglais de diamants
- 1940 : La Fièvre du pétrole (Boom Town) de Jack Conway : Parker
- 1941 : Évitons le scandale ! (Design for Scandal) de Norman Taurog : Wilton
- 1941 : Free and Easy de George Sidney : Powers
- 1941 : Ève a commencé (It Started with Eve) de Henry Koster : Roberts
- 1942 : The Great Impersonation de John Rawlins : Mangan
- 1942 : Miss Annie Rooney d'Edwin L. Marin
- 1942 : La Fièvre de l'or noir (Pittsburgh) de Lewis Seiler : Mike
- 1942 : Les Mille et Une Nuits (Arabian Nights) de John Rawlins : un eunuque
- 1943 : Laurel et Hardy chefs d'îlot (Air Raid Wardens) de Edward Sedgwick : le valet des Norton
- 1943 : La Du Barry était une dame (Du Barry Was a Lady) de Roy Del Ruth : Charlie
- 1943 : Rencontre à Londres (Two Tickets to London) de Edwin L. Marin : un commandant
- 1943 : Échec à la mort (Sherlock Holmes Faces Death) de Roy William Neill : un policier
- 1943 : Fou de girls (Girl Crazy) de Norman Taurog et Busby Berkeley : le maître d'hôtel
- 1943 : Jane Eyre (Jane Eyre), de Robert Stevenson : un gardien de coche à Lowood
- 1943 : Petticoat Larceny de Ben Holmes (en) : Higgins, le valet
- 1944 : L'aventure vient de la mer (Frenchman's Creek) de Mitchell Leisen : Thomas
- 1944 : Les Nuits ensorcelées (Lady in the Dark) de Mitchell Leisen : le majordome
- 1944 : Les Blanches Falaises de Douvres (The White Cliffs of Dover) de Clarence Brown : Capitaine Davis
- 1944 : Le mariage est une affaire privée (Marriage Is a Private Affair) de Robert Z. Leonard : le valet des Selworth
- 1944 : Madame Parkington (Mrs. Parkington) de Tay Garnett : un serveur au bal
- 1945 : Le Portrait de Dorian Gray (The Picture of Dorian Gray) d'Albert Lewin : le valet des Hallward
- 1945 : Roughly Speaking de Michael Curtiz
- 1945 : Le Club des cigognes (The Stork Club) d'Hal Walker : MacFiske
- 1945 : Escale à Hollywood (Anchors Aweigh) de George Sidney : le valet d'Iturbi
- 1945 : La Duchesse des bas-fonds (Kitty) de Mitchell Leisen : le majordome
- 1945 : Ziegfeld Follies de Vincente Minnelli, segment This Heart of Mine : le majordome
- 1946 : Le Joyeux Barbier (Monsieur Beaucaire) de George Marshall : le majordome
- 1946 : La Folle Ingénue (Cluny Brown) d'Ernst Lubitsch : le policier Birkins
- 1946 : Ne dites jamais adieu (Never Say Goodbye) de James V. Kern : Withers
- 1946 : Je vous ai toujours aimé (I've Always Loved You) de Frank Borzage : le majordome
- 1947 : Des filles disparaissent (Lured) de Douglas Sirk : Sir Charles
- 1947 : L'Amour d'un inconnu (Love from a Stranger) de Richard Whorf : le portier de l'hôtel
- 1948 : Grand Canyon Trail de William Witney : J. Malcolm Vanderpool
- 1949 : Un Yankee à la cour du roi Arthur (A Connecticut Yankee in King Arthur's Court) de Tay Garnett : Richard
- 1949 : Ma bonne amie Irma (My Friend Irma) de George Marshall : Henry
- 1950 : Ma and Pa Kettle Go to Town de Charles Lamont : Charles
- 1951 : Valentino de Lewis Allen : Albert
- 1951 : Une veine de... (Double Dynamite) d'Irving Cummings : le deuxième Père Noël